# Mikashévichy
Mikashévichy (bielorruso: Мікашэ́вічы; ruso: Микаше́вичи; polaco: Mikaszewicze) es una ciudad subdistrital de Bielorrusia perteneciente al raión de Lúninets en la provincia de Brest.
En 2017, la ciudad tenía una población de 12 693 habitantes.
Originalmente era un asentamiento rural, en el cual se estableció en 1796 un importante centro artesanal de siderurgia. A finales del siglo XIX se desarrolló como poblado ferroviario del ferrocarril de Polesia. Adoptó estatus de asentamiento de tipo urbano en 1940 y de ciudad subdistrital en 2005.
Se ubica en el límite con la provincia de Gómel, unos 40 km al este de la capital distrital Lúninets sobre la carretera M10 que lleva a Gómel. Al norte de la ciudad sale la carretera P23, que lleva a Minsk pasando por Salihorsk y Slutsk.

## Deportes
- FC Granit Mikashevichi